# Anegdota
Anegdota (gr. τὸ ἀνέκδοτоν, to anekdoton „nieopublikowane” od ἀν-, an- „nie-” i  ἔκδοτος, ékdotos „opublikowane”, z ἐκ-, ek- „na zewnątrz” i δίδωμι, dídōmi „daję”) – krótka forma literacka, zawierająca prawdziwe lub zmyślone opowiadanie o zdarzeniu z życia znanej postaci, żyjącej albo historycznej, lub z życia określonego środowiska czy grupy społecznej.
Anegdota ma wydźwięk humorystyczny, może jednak zawierać również pierwiastki dydaktyczne. Charakterystyczną cechą gatunku jest wyraziste zakończenie i obecność niespodziewanej puenty. Anegdoty mogą być fragmentami większych utworów literackich, np. wspomnień, listów i biografii. W średniowieczu często stanowiły część kazań.
Wcześniej termin ten oznaczał niepublikowane dzieło danego autora (od Anegdot – nieprzyzwoitych opowiadań o Justynianie I, rozpowszechnianych w obiegu ustnym, autorstwa Prokopiusza z Cezarei).
W późniejszej tradycji anegdoty zazwyczaj układano w cykle skupione wokół znanych postaci historycznych, współtworząc ich nieoficjalną legendę; w XX wieku zbiory anegdot cieszyły się  bardzo dużą popularnością.
Anegdoty przenikały także różnymi drogami do literatury pięknej, np. w okresie odrodzenia – jako zbiory facecji. Cykle anegdot rozrastały się w powieści (Przygody Dyla Sowizdrzała), a także w nowele i opowiadania, będące rozwiniętymi anegdotami, jak u Giovanniego Boccacia (Dekameron) czy Antona Czechowa (wczesne opowiadania). Anegdotami bywają nasycone także większe formy narracyjne, jak pamiętniki i gawędy (Jan Chryzostom Pasek, Jędrzej Kitowicz, Henryk Rzewuski) czy powieści (np. Przygody dobrego wojaka Szwejka Jaroslava Haška).
W XX wieku za mistrza anegdoty uchodził Bertolt Brecht.
W literaturze polskiej anegdota była stosowana do opowiadań budujących, przykładów, żartobliwych facecji. Łączyła funkcję dydaktyczną z efektem humorystycznym.